# Strömmingsholmen (vid Sarvsalö, Lovisa)
Strömmingsholmen är en ö i Finland. Den ligger i Finska viken och i kommunen Lovisa i landskapet Nyland, i den södra delen av landet. Ön ligger omkring 56 kilometer öster om Helsingfors.
Öns area är 7,9 hektar och dess största längd är 450 meter i nord-sydlig riktning.